# カロム

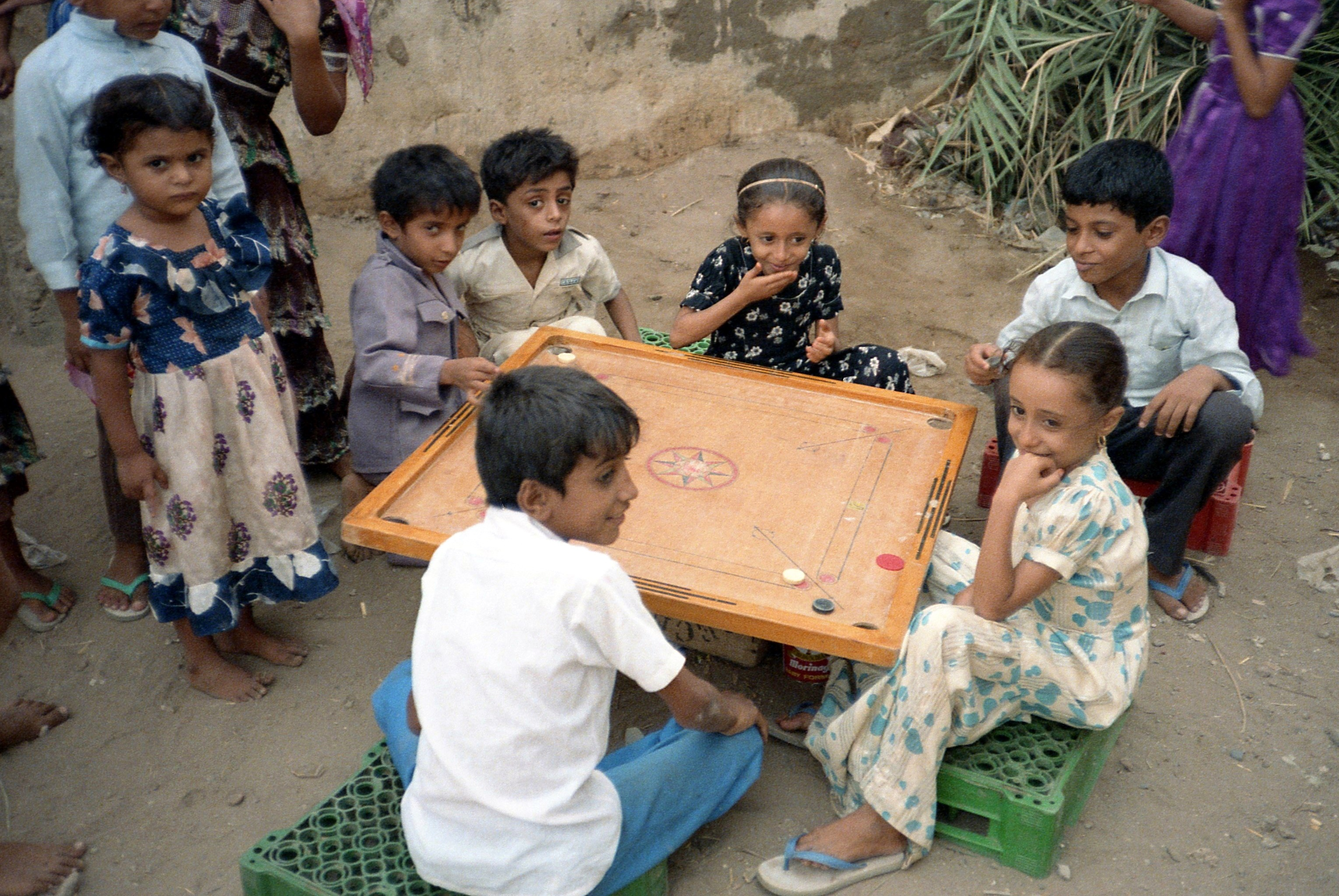
キャロムで遊ぶイエメンの子供達

カロム（carrom）は、ビリヤードに類似した器用さを競うデクステリティー系統のボードゲームで、2人、もしくは2人がペアとなって4人で対戦する。特定のエリアからストライカー（打ち玉）を手の指で弾いて、盤上に並んだストライカーと同じ色の偏平な円筒形のパック（玉）をコーナーにあるポケット（穴）に全部入れた後、先にジャック（王将）を入れることを競うゲームである。キャロム、カルーム、カルム、カラム、カロン、カイラム、カイルム（アラビア語）、ファッタ（パンジャーブ語）、クロンヌ、フィンガービリヤードなど、さまざまな名称で呼ばれている。

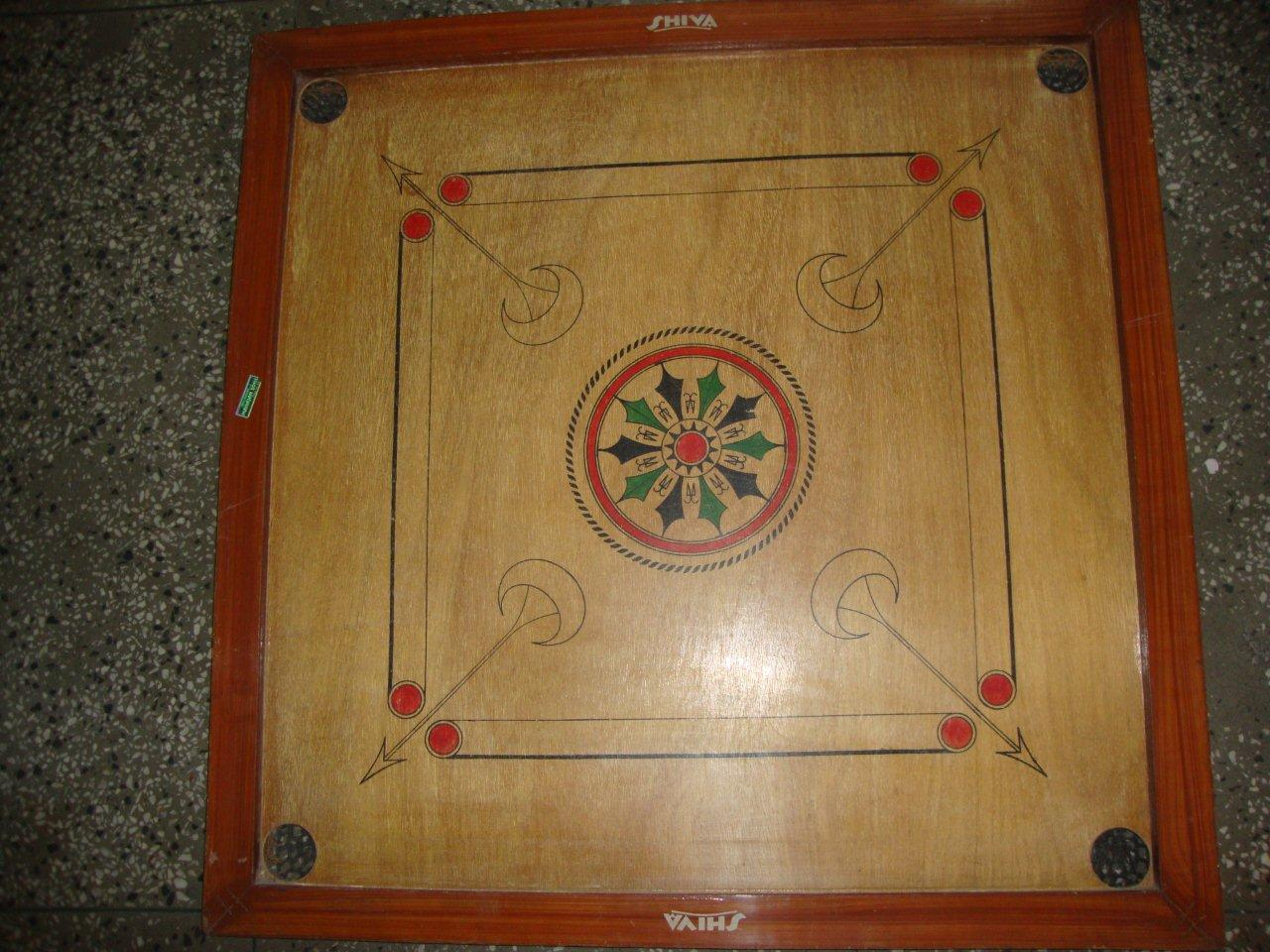
キャロムのボード

## 歴史
カロムは、18世紀のインドを統治していたマハーラージャによって遊ばれるようになったと考えられている。パンジャーブ州パティアーラの宮殿にはガラス製の盤が現存する。スリランカ、パキスタン、ネパール、バングラデシュ、モルディブ、アフガニスタンおよび中東の周辺国においてポピュラーなゲームである。インド系移民によってヨーロッパやアメリカにも持ち込まれ、各地に伝播するなかで様々なローカルルールが派生した後、1988年10月にインドのチェンナイで国際キャロム連盟（ICF）が設立され、統一ルールが制定された。発祥地として、エジプト、エチオピア、イエメン、ミャンマー、バングラデシュという説もあるがいずれも根拠に乏しい。
日本へは明治末期に伝来している。彦根市からカナダへ移民した人々が、現地のフランス系カナダ人の間で流行していたボードゲーム「ピシュノット」を郷里へ持ち帰り伝えたものと考えられる。彦根市は地場産業として仏壇作りが盛んな地域で、その技術を活かしてカロム盤が製造された。そのため、彦根市を中心とする滋賀県の湖東・湖北地域では、主に正月や地蔵盆の頃によく遊ばれるようになった。1913年（大正2年）の墨書き入りで、日本最古と言われる60cm角のカロム盤が彦根市の門脇直也実家に保管されており、ポケットは現在の円形とは異なる三角形で、当時の価格は1円20銭（現在価値に換算すると約3万円）であった。
1905年（明治38年）に滋賀県立商業学校（現・滋賀県立八幡商業高等学校）の英語科教師として来日し、その後、日本国籍を取得するウイリアム・メレル・ヴォーリズが、アメリカ製キャロム（チェッカーボードが描かれ、4色のパックがあったとの証言が残されている）を米原町のYMCAに持ち込んでいる。
1909年（明治42年）に美満津商店が、「ポケツト玉ハジキ（カロム）」としてチェッカーボードの描かれた盤を販売している。このボードは、1917年（大正6年）に美津濃が発行した商品パンフレットにも「ポケット玉ハヂキ 一名カルム」として掲載されている。
1933年（昭和8年）創業のはなやま玩具が、アメリカのキャロム社の製品を模造しており、このキャロムが、1957年（昭和32年）から始まる南極地域観測隊のレクリエーション用具として納品され、南極の昭和基地やそこへ向かう長期航路の退屈しのぎとして、付属ルールとは差異のある「南極ルール」で遊ばれた。1974年（昭和49年）には、エポック社が「アメリカンスナップ」という類似商品を販売している。
1935年（昭和10年）頃から、岩手県の盛岡市、花巻市、岩手郡雫石町では「闘球盤（投球盤）」という名称で地元の木工所が製造販売している。
京都市南区や下京区の児童館で親しまれている「オニム」というボードゲームがあり、カロムと類似したルールで、終戦直後から遊ばれるようになったという。オニムでは90cm四方の盤を使用する。
1988年（昭和63年）8月28日、第1回カロム日本選手権大会が彦根市で開催された。当時、彦根市のほとんどの地域では「カルム」または「カラム」と呼んでおり、地元の中野木工所が製造する盤にも「カルム」と表記されていた。高宮町だけが「カロム」と呼んでいたが、日本選手権開催にあたり『日本国語大辞典（小学館）』に「カロム」と掲載されていたことから「カロム」を採用することとなった。以降、カロム日本選手権大会は毎年継続して開催されている。1998年（平成10年）11月29日、彦根青年会議所によって日本カロム協会が設立された。昭和30年代は、75cm角の大型盤が主流であったが、日本選手権大会では、公式盤として62cm角を採用している。2010年（平成22年）7月16日、彦根青年会議所がカロムのイメージキャラクターを公募して、子供の部は160点の応募の中から「カロムット兄姉」（南川瀬町在住・小林瑠璃）、大人の部は367点の応募の中から「カロム王子」（稲部町在住・山本ゆう子）が選出された。
2006年（平成18年）、カロムの全国普及を目的として、全国カロム普及振興会（略称NCS）が設立された。
2011年（平成23年）4月7日、東日本大震災の経済復興を目的にいわき市の企業5社による共同プロジェクトで「みんなともだちカロム」が製作される。2012年（平成24年）9月16日、このカロム盤を使用した第1回C1カロムグランプリ全国大会が開催された。
2014年（平成26年）11月1日、彦根市にある丸松木材が、関ヶ原の合戦の屏風絵をカロム盤に、東西両軍武将の家紋や旗印をパックにプリントした「戦国カロム」を製造販売している。
2018年（平成30年）11月23日、ティーエンターテイメントが、プラスティック製で現代風にアレンジを加えた「スーパーカロム」を製造販売している。
2019年（令和元年）5月25日、「みんなともだちカロム」が、NPO法人芸術と遊び創造協会のグッド・トイ2019を受賞。

## ルール

### キャロム
- シングルス（2人）の場合は、対戦相手と向かい合って座る。ダブルス（4人）の場合は、向かい合った2人がペア（味方同士）となる。1人が白黒のコイン（キャロメン）を両手に隠して出して、対戦相手の1人がどちらかの手を選んで、その色を担当する。センターサークルの中に、白黒各9個と赤（クイーン）1個のコインを所定の形でセットする。白が先攻となり、並べたコインを自分の有利な角度に調整することができる。ダブルスにおいて、味方と相談したり、会話することは禁じられている。
- ストライカーは2本のベースラインに触れるように置いて、手の指で弾く。その際、椅子を動かしたり椅子から離れてはならない。ベースライン両端の赤い円に触れてはならないが、その円を完全に覆うように置くことは許されている。ショットしたストライカーが2本のベースライン上を離れていなければ、3回までショットをやり直すことができる。3回目でベースラインから離れない場合には、相手に手番が移る。第一打目のブレイクショットにおいて、ストライカーがコインに当たらなければ、 3回までショットをやり直すことができる。
- 自身の色のコインをポケットに入れることができれば、手番が継続する。自身のコインをポケットに入れられなかったら相手に手番が移る。ダブルスの場合は、反時計回りで順番に手番を行う。コインが盤外に飛び出したときは、そのコインを中央に戻す。 ボード上でコインが立ったり重なった場合でも、そのままの状態でプレイを続行する。
- ストライカーを誤ってポケットに落としてしまった場合は、自分のコイン１枚をペナルティとして、アウターサークル内に戻して手番を終える。ストライカーと一緒にコインも落とした場合は、コイン2枚をペナルティとしてアウターサークル内に戻して、そのままプレイを続ける。コインを置く位置は対戦相手が決める。戻すコインがなかったとしてもペナルティはマイナスとして累積するので、該当する色のコインがポケットに入った時点で戻さなければならない。
- クイーンをボードの中央に戻す時に、センターサークル（中央の赤い円）の上に他のコインが乗っている場合は、見えている赤い部分をできるだけ覆うようにして置く。 センターサークルが完全に覆われているときは、次のプレイヤーから見てセンターサークルの向こう側になる位置に置く。
- クイーンは自分のコイン1枚をポケットに落とした後であればいつ落としても良いが、最後のコインより先に落とさなくてはならない。クイーンをポケットに落とした後、次の1打で自分のコインをポケットに落とすことで「カバー」となる。また、クイーンの持ち点「3」が勝利した場合には得点に加算される。クイーンをポケットに落とした一打で、自分のコインの１つを同時にポケットに落としていれば、クイーンは自動的にカバーされたことになる。どちらが先に落ちたかは問わない。「カバー」出来なかった場合は、クイーンをポケットから出し、センターサークルに戻す。
- 相手のコインをポケットに落としてしまったら、そのままとなり、相手に手番が移る。 相手の最後のコインを落としてしまったら、そのボードは負けとなり、自分のコインの枚数に3点を足したものが、相手の得点となる。クイーンをポケットに落とす前に、自分のコイン全部を落としてしまった場合も負けとなり、ボード上に残っている相手のコインの枚数に3点を足したものが、相手の得点となる。
- どちらかのプレイヤーがクイーンをカバーした後、先に自分のコイン全部をポケットに落としたプレイヤーが勝者となる。得点はボード上に残っている相手のコイン1枚につき1点、勝者がクイーンをカバーしていれば、それに3点を加えたものとなる。上位者の総得点が22点に達したら、そのプレイヤーにクイーンのカバーに伴う3点は加算されない。ゲームはいずれかのプレイヤーが25点に達するか、もしくは8ボードが終わった時点で終了となる。

### 彦根カロム
- 2色のパック（各色12個ずつ）をセンターサークル上に交互に配置して、中央のジャックスポットに2色の円が描かれたジャック（王将）を配置する。
- シングルス（2人）の場合は、対戦相手と向かい合って座る。ダブルス（4人）の場合は、向かい合った2人がペア（味方同士）となる。じゃんけんをして、勝った側が先攻として赤色、負けた側が後攻として緑色を担当して、各々が同色（赤・緑）の円が描かれたストライカー（打ち玉）を受け持つ。じゃんけんに勝った人が座る場所を決める権利を有する。
- ダブルスにおいては、味方と相談したりアドバイスを受けることができる。自身のエリアライン内側にあるパック（どちらの色でも）やジャックをストライカーで直接打つことができないという特別ルールが適用される。ただし、エリアラインにかかったパックやジャックを直接打つことは認められており、エリアライン外側にあるパックやジャック、もしくはエリアライン外側（自分から見て側面や正面）のフレーム（壁）にストライカーを一旦当てることで、間接的にエリアライン内側のパックを打つことは認められている。パックは面取りされていることが多いため、エリアラインに触れていなかったとしても真上から見てかかっていればオンラインと判定される。このルールに違反して、エリアライン内側にあるパックやジャックを直接打ってしまった場合にはペナルティを受け、対戦相手がパック1個をジャックスポットへ戻し、さらに動いてしまったパックやジャックをできるだけ元の位置へ戻した上で、手番を時計回りで交替して、さらに次にこのプレイヤーの手番が来ても飛ばされる。
- 両手を同時に使ってストライカーを打つことは禁止されているが、ショットごとに左右の手を使い分けて打つことは認められており、どの指を使って弾いても構わないが、手首の位置が移動する、突き出しや押し出すような打ち方は禁止されている。指をストライカーに密着させた状態で弾くことが認められており、指や爪を痛めないためにも推奨されている。またストライカーが少しでも動いてしまった場合には打ったものと見なされる。ストライカーを立てたり、パックやジャックに立てかけて斜めに配置したり、手のひらに乗せたり、ポケットを利用してストライカーの下面を打ったり、ストライカーの上面に指を乗せてスライドさせるような打ち方は認められていない。一方では、指を上方向へ弾いたり、第一関節を巻き込んでストライカーの側面を打つことで、空中に浮かせるロブショット（ジャンプショット）は認められている。打ちやすくするために盤を動かすことは禁止されており、エリアライン外側からストライカーを打つ場合であっても、自身のエリアラインの延長線内に身体の一部を留めていなければならない。
- 各自の最初の1打目だけは、自身のティースポットからストライカーを打たなければならない。打つたびにストライカーを盤上から回収しなければならず、手番以外の人のストライカーを盤上に残しておくことはできない。2打目以降はその都度、自身のエリアライン上にストライカーを配置して打たなければならない。ストライカーをパックやジャックに密着させて配置することが認められているが、ダブルスの場合には、エリアライン内側にあるパックやジャックにストライカーを密着させて配置することは禁止されている。1打目を打つ際に他のパックやジャックが自身のティースポットを塞いでいた場合には、ティースポットの輪郭線に触れる地点にストライカーをずらして、ダブルスではジャックやパックに干渉しないように配置して打つか、対戦相手の合意を得た上で、塞いでいるパックやジャックを盤上から一旦取り除いて、ストライカーをティースポットへ置いて打った後、取り除いたパックやジャックを元の位置へ戻さなければならない。
- 自身の色のパックをポケットに入れることができれば、手番が連続する。これはパックを直接狙って入れるほかに、別のパックやジャックを利用した玉突きでも、フレームにクッションさせたり、バンクさせて入れても構わないし、狙いとは違う結果になっても自身のパックがポケットに入れば良い。一回のショットで複数のパックを同時に入れたとしても連続手番数が蓄積するわけではない。対戦相手のパックをポケットに入れても構わないが、それはそのまま相手へのサービスとなる。自身のパックをポケットに入れられなかったり、ペナルティを受けた場合には、手番を時計回りで交替する。ティースポットから打つ各自の最初の1打目で自身の色のパックをポケットに入れることができれば連続手番となるので、第2打目はエリアライン上からストライカーを打たなければならない。パックやジャックがポケット内にあるパックに跳ね返って盤上へ戻ってきたとしても、ポケットに入ったことにはならない。この跳ね返りを防ぐため、ポケット内のパックを均したり、盤外や他のポケットへ移動させることが認められている。
- コーナーにあるどのポケットでも構わないので、自身の色のパックをすべて入れてから、対戦相手よりも先にジャックを入れた側が勝ちとなる。一方で、自身のすべてのパックがポケットに入っていない状態でジャックをポケットに入れたり、ジャックが盤外に飛び出したり、フレームに乗った場合には、ジャックペナルティを受ける。対戦相手にすでにポケットに入っている自身のパック5個をジャックスポットへ戻してもらわなければならず、その最上段にジャックを乗せてから、手番を時計回りで交替する。この時にジャックが崩れたとしても何度でも積み直さなければならない。パックがポケットの中になかったとしてもジャックペナルティは累積するため、該当する色のパックがポケットに入った時点で忘れずにジャックスポットへ積まなければならない。ジャックスポットにジャックがある場合には、その上に積むことになる。一回のショットで自身のパックとジャックを同時にポケットに入れたとしても勝ちとは認められず、ジャックペナルティを受ける。この場合には、対戦相手がパック6個（ポケットに入れた自身のパックは無効＋ジャックペナルティ5個）をジャックスポットへ戻して、その最上段にジャックを置いた上で、手番を時計回りで交替してゲームを続行する。
- ストライカーをポケットに入れた場合（ビリヤードでいうスクラッチ）や、ストライカーが盤外に飛び出したり、フレームに乗った場合にはペナルティを受ける。すでに入っているパック1個をジャックスポットへ戻さなければならず、それで手番を時計回りで交替する。同時に自身のパックがポケットに入ったとしても無効となるため、入ったパックをジャックスポットへ戻さなければならない。ただし、相手のパックがポケットに入った場合には、それはそのまま対戦相手へのサービスとなる。このパックやジャックをジャックスポットへ戻す作業は、必ず対戦相手にやってもらわなければならず、戻すパックがなかったとしてもペナルティはマイナスとして累積するので、該当する色のパックがポケットに入った時点でジャックスポットへ戻さなければならない。
- 盤外に飛び出したパックは、その色に関係なくジャックスポットへ戻さなければならない。複数のパックを戻す際は、対戦相手のパックが下になるように配置しなければならず、必ず対戦相手にやってもらわなければならない。この場合はペナルティとはならないので、同時に自身のパックがポケットに入っていれば、手番が連続する。
- パックを戻す際、ジャックスポットにすでに他のパックやジャックがある場合には、ジャックスポットの円の位置に合わせ、水平にパックを積まなければならない。すでに置かれているジャックやパックの位置を修正することは禁じられており、パックやジャックが斜めになっているなどの理由で、その上に水平に置けなければ、ジャックスポットに最も近い場所へ置くことが認められている。積んだパックが崩れたり、ポケットに入ったとしても、そのままの状態でゲームを続行する。ただし、この時にジャックがポケットに入ってしまった場合には、ジャックだけをジャックスポットへ戻さなければならない。
- ゲーム中にパックやジャックが立ったり、積み重なったり、フレームや他のパックやジャックに寄りかかって斜めになったとしても水平に直すことはせず、そのままの状態でゲームを続行する。フレームの上にパックやジャックが完全に乗った場合には、盤外に出たものと見なされ、ジャックスポットへ戻さなければならない。ただし、パックやジャックがフリームの上に一旦当たってから、そのままポケットに入った場合は有効と見なされる。
- 打ったストライカーの上にパックやジャックが乗ってしまった場合には、打った人が乗ったパックやジャックを持ち上げてからストライカーを回収した上で、垂直に盤面ヘ置かなければならない。この時、水平が保てずに崩れたとしても、そのままの状態でゲームを続行する。ただし、崩れた際にジャックがポケットに入った場合にはジャックスポットへ戻す。この場合はジャックペナルティを受けることはない。
- ストライカーを打つ際に手や指などの身体の一部、または衣服が他のパックやジャックに触れて動いてしまった場合や、打ったストライカーが完全に静止していないのにストライカーを回収してしまった場合には、そのショットは無効となり、ペナルティを受ける。対戦相手がポケットに入ったパックをジャックスポットへ、動いてしまったパックやジャックをできるだけ元の位置へと戻した上で、手番を時計回りで交替する。
- 順番を飛ばしてしまった場合には、そのショットは無効となり、ペナルティを受ける。対戦相手がすでに入っているパック1個をジャックスポットへ戻した上で、本来の手番の人がプレイを行い、さらに順番を飛ばした人の手番は一回休みとなる。
- ストライカーやパックに触れることなく振動でジャックがポケットに入っても勝利とは認められず、対戦相手にジャックをジャックスポットへ戻してもらった上で、手番を時計回りで交替する。この場合はペナルティとはならないので、パックを戻す必要はない。
- カロム日本選手権大会では、準々決勝、準決勝、決勝戦を除き、1試合につき5分の制限時間が設けられている。試合終了の1分前からは10秒以内に打たなければならず、10秒以内に打てなければその手番は飛ばされる。シングルスでは、先攻（赤）の手番で時間切れになっても、必ず後攻（緑）までプレイされる。ダブルスにおいては、最後の順番の人（４番目の緑のプレイヤー）までプレイされる。双方ともにジャックを落とせなければ、盤上に残されたパックの数が少ない側の勝ちとなる。パックの数が同じ場合には、勝敗が決着するまで順番を一巡ずつ繰り返すが、パックの配置が膠着状態となってゲームが進展しない場合には、じゃんけんで決める。得点の記録形式は、ジャックを入れて勝った側には100ポイントが与えられ、すべてのパックを入れているので12ポイントが付加され、合計112ポイントとなる。負けた側は、盤上に残ったパックの数を12から引いた数がポイントとなる。マイ・ストライカーの持ち込みが認められており、サイズが直径29.5mmからから31.5mm、高さ10.5mmから12.0mmの範囲内であれば問題ないが、出場前にサイズチェックと登録をしておかなければならない。

### 彦根カロム・キャロムの相違点
日本キャロム連盟（JCF）の推奨するキャロム盤は、国際キャロム連盟が世界各国で行われている様々な国のキャロムの中でも最もポピュラーであったインドやスリランカにあるボードを基準とし、その統一されたボードでグローバルなゲームを行おうとするものである。一方で、現在でも日本の伝統である彦根カロムの形式は存続して全国大会なども開かれており、多くの愛好者がいる。
最大の違いは、彦根カロムが床や畳などに座って競技するのに対し、キャロムは椅子かスツールに座って競技することであり、椅子やスツールを動かすことはできない。キャロムではストライカーが盤外に飛び出しても手番を終えるだけでペナルティーは発生しない。また、ストライカーがポケットに入っても、同時にコイン（キャメロン）がポケットに入っていれば、コイン（キャメロン）2枚をセンターサークル内へ戻すことで手番が継続する。キャロムではプレイヤーが会話をすることが許されていない。
キャロムと彦根カロムの用具に違いが見られるものの、基本的には同じ遊戯である。だが、キャロムがポイントを取って競う競技なのに対し、彦根カロムはジャックの争奪戦で勝敗が決まるため、戦術やプレイスタイルが若干異なる。

## 世界のキャロム

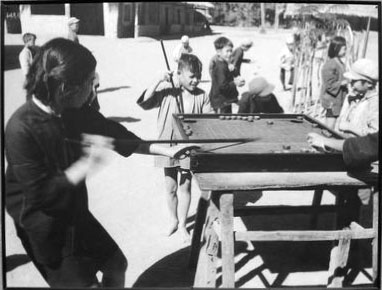
中国の康楽球（康樂球 / 康乐球）
（1953年）

| 国名         | 名称                                              | 概要 |
| ------------ | ------------------------------------------------- | --- |
| インド       | キャロム                                          | ポケットが小さい。世界各国に波及している。 |
| イギリス     | キャロム                                          | インドの盤が普及している。 |
| アメリカ     | キャロム                                          | 盤がリバーシブルになっており、表裏両面を使用して138種類のゲームができる。付属するキューを使用することもできる。                                                                           |
| カナダ       | ピシュノット                                      | ポケットが大きく彦根に伝播したカロムの祖型。 |
| パキスタン   | ダブ                                              | 通常のカロムと比較して極端に盤が大きい。 価格は彦根カロムの10分の1と安価である。 |
| ネパール     | カロンボール                                      | 主に貸しカロム屋で1台1ルピーで借りて遊ぶ。 |
| ミャンマー   | ゼーコン                                          | NUMBERとCIRCLEという大きく2種類の遊び方がある。 NUMBERはCIRCLEより難しく、ビリヤードのルールと類似する。 CIRCLEはNUMBERよりも簡単で遊びやすいため主流で、日本のカロムのルールと類似する。 |
| マレーシア   | カロム                                            | ポケットがフレームの内側にある。 |
| インドネシア | カランボル                                        | ストライカーやパックにコインを使用する。ワンバウンドルールで遊ばれることが多い。日本のカロムのルールと類似する。                                                                          |
| 中国         | 康楽球（カンルーチョウ） 克郎球（クーランチョウ） | ビリヤード同様キューを用いてパックを打つ。 コーナーのポケットが円形。 |
| チベット     | ジレン                                            | 未詳 |
| ラトビア     | ノヴス                                            | キューを用いて対面に置かれた8個のディスクを対面側にある両端のコーナーポケットに落としていく。 北欧など周辺国や北米でプレイされている。                                                    |
| フィンランド | コローナ                                          | ノヴスの北欧版。 |

## マスコミでの紹介
- 「街かどチャチャチャ」（朝日放送） 1994年5月7日放送 － 彦根の謎のゲーム"カロム"大作戦
- 「探偵!ナイトスクープ」（朝日放送） 1995年9月29日放送 － 彦根のカロム
- 「めざましテレビ」（フジテレビ） 2001年5月3日放送 － 彦根限定!?カロムとは?
- 京都新聞 1997年6月23日掲載 － カロムのルーツ探る 彦根の愛好家が本を出版
- 中日新聞 1998年11月14日掲載 － 彦根市生まれのカロムを全国普及　29日に協会発足
- 京都新聞 1998年11月18日掲載 － カロム普及めざし日本協会設立へ
- 「探偵!ナイトスクープ」（朝日放送） 2006年9月22日放送 － ゲーム王日本一決戦南極vs彦根
- 「ナニコレ珍百景」（テレビ朝日）　2010年10月13日放送
- ゲームセンターCX（フジテレビONE）2012年7月放送 岩手県雫石町で遊ばれている闘球盤として紹介。
- 「カロムにかける！」ドキュメント20min.（NHK総合） 2014年8月19日放送 カロムをおはじきとビリヤードを合わせたようなボードゲームと紹介。そのカロムの王者である奥居聡(日本カロム協会会長)を父に持つ26歳の女性 奥居美加さんがその頂点を目指すドキュメンタリー。
- 「ちちんぷいぷい」（毎日放送） 2014年12月17日放送 中継先の彦根市の旅館内で紹介。
- 「ちゃちゃ入れマンデー」（関西テレビ放送）2019年1月22日放送
- 「探偵!ナイトスクープ」（朝日放送テレビ） 2019年7月26日放送 － 打倒！ひいおじいちゃん 103歳VS8歳のカロム対決

## 関連書籍・DVD
- 『カロム・リフレクションズ（KAROM reflections）ラム・チャトラニ（Ram Chatlani） 著（1995年）トリコン・プレス（TRIKON PRESS）※洋書
- 『カロムロード』．杉原正樹 編著（1997年7月1日）．サンライズ出版
- 『MORAC（カロム解説DVD）』製作監修・日本カロム協会（2011年10月6日）